# Электролазер
Электрола́зер — один из типов беспроводного электрошокового оружия, которое также может быть классифицировано и как энергетическое оружие (Directed-energy weapon). Оно работает по принципу использования лазерного луча для создания электропроводящего плазменного канала (laser-induced plasma channel, LIPC). Спустя долю секунды после формирования такого плазменного канала по нему к цели посылается мощный электрический разряд, тем самым вся система работает как высокоэнергетичная и дальнобойная версия электрошокового пистолета «Тэйзер».
Для создания необходимого электрического разряда переменный ток от источника проводится через несколько повышающих трансформаторов, увеличивающих напряжение, но уменьшающих силу тока, при этом итоговое напряжение может быть от 105 до 106 вольт[уточнить]. Этот разряд и посылается через плазменный канал, созданный лазерным лучом.

## Электропроводящий плазменный канал
Электропроводящий плазменный канал (ЭПК) создается следующим образом:
1. Лазер (вероятно, полученный с помощью лазерного диода) излучает в воздух лазерный луч, который вызывает быстрый нагрев и ионизацию воздуха на «пути следования», превращая газы, входящие в состав воздуха в плазму.
2. Эта плазма и формирует электропроводящий плазменный канал.

Поскольку ЭПК формируется из ионизированного газа, то для работы электролазеру необходимо наличие воздуха или другого газа между электролазерным оружием и целью. Как и при естественном разряде молнии, быстрый нагрев газа, который формирует плазменный канал, генерирует громкий звук, схожий с выстрелом.

## Возможное использование
- Уничтожение или вывод из строя живой силы противника с помощью электрошокового удара
- Охранные системы[2]
- Нанесение серьёзных повреждений, вывод из строя или уничтожение электронных компонентов цели

Поскольку и электролазер, и естественная молния используют плазменный канал в качестве проводника для электрического разряда, лазерноиндуцированные проводящие каналы могут быть применены для:
- изучения молний,[3]
- безопасного перенаправления разрядов молний во время грозы.

## Примеры использования

### Applied Energetics / Ionatron
Публичная компания Applied Energetics (ранее известная как Ionatron) разрабатывает оружие направленной энергии для армии США. Компанией был представлен прибор Joint IED Neutralizer (JIN), который был признан непригодным для использования в полевых условиях в 2006 году, но в настоящее время, вероятно, проходит полевые испытания в Ираке. JIN предназначен для безопасной детонации самодельных взрывных устройств. Будущие дизайны данного оружия будут включать варианты для сухопутных, воздушных и морских транспортных средств, а также переносной пехотный вариант.
По сообщениям Applied Energetics, данное оружие может быть использовано в качестве нелетальной альтернативы современному огнестрельному оружию, но будет способно передавать достаточно высокую энергию, чтобы убить человека.
По сообщениям Applied Energetics, они сейчас работают над электролазером LGE (Laser Guided Energy). Кроме того, они исследуют свойства индуцированного лазером плазменного канала (LIPC) для остановки людей.

### Phoenix
По неподтвержденным сведениям ВМС США тестировали электролазер в 1985 году, причём целями служили ракеты и самолет. Электролазер был создан в рамках проекта Phoenix программы Стратегическая оборонная инициатива. Это был первый доказанный эксперимент, проведенный на большом расстоянии в 1985 году. Но отчёт может также относиться к ранним тестам химического лазера высокой мощности MIRACL.

### HSV Technologies
HSV Technologies, ранее располагавшейся в Сан-Диего, Калифорния, разрабатывает нелетальное оружие, которое было отмечено в статье Beyond the Rubber Bullet журнала TIME в 2002 году. Прибор использовал ультрафиолетовый лазер с длиной волны 193 нм и останавливал живые цели на расстоянии, без физического контакта. Был план по созданию автомобильного прототипа лазера, нацеленного против электронного зажигания, с длиной волны 248 нм.